# Список ботаников-систематиков/L

Список начинающихся на букву L обозначений имён ботаников, которые используются при цитировании научных (латинских) биноминальных названий растений.
Международный кодекс ботанической номенклатуры (МКБН) рекомендует в публикациях на ботанические темы, особенно если они касаются таксономии и номенклатуры, указывать авторов названий таксонов. Указание авторов названий таксонов следует выполнять в соответствии с правилами и советами, приведёнными в МКБН. В частности, в МКБН дана рекомендация использовать при цитировании авторов таксонов опубликованную в 1992 году книгу Браммита и Пауэлл Authors of plant names с уточнениями и дополнениями, соответствующими сведениям из баз данных International Plant Names Index и Index Fungorum.
Список обозначений содержит:
- стандартную форму обозначения,
- имя на русском языке (если известно),
- имя на родном языке персоны (или на английском),
- год рождения или годы жизни; в некоторых случаях дан год первой публикации (пометка fl.), в которой использовано данное обозначение.

## Список
- L'Hér. — Леритье де Брютель, Шарль Луи (фр. Charles Louis L'Héritier de Brutelle, 1746—1800)[1]
- L. — Линней, Карл (швед. Carl von Linné, лат. Carolus Linnaeus, 1707—1778)
- L.A.S.Johnson — Джонсон, Лоуренс Александр Сидни (англ. Lawrence Alexander Sidney Johnson, 1925—1997)
- L.B.Sm. — Смит, Лайман Брэдфорд (англ. Lyman Bradford Smith, 1904—1997)
- L.Bolus — Болус, Хэрриет Маргарет Луиза (англ. Harriet Margaret Louisa Bolus, 1877—1970)[2]
- L.Beauvis. — L. Beauvisage, fl., 1959—
- L.C.Beck — Бек, Льюис Калеб (англ. Lewis Caleb Beck, 1798—1853)
- L.D.Benson — Бенсон, Лайман Дэвид (англ. Lyman David Benson, 1909—1993)
- L.D.Gómez — Гомес, Луис Диего (исп. Luis Diego Gómez, 1944—2009)[3]
- L.E.López — wikispecies:Luis E. López Jaramillo, fl. 1983
- L.E.Rodin — Родин, Леонид Ефимович (1907—1990)
- L.f. — Линней, Карл (младший) (швед. Carl von Linné d.y., лат. Carolus Linnaeus filius, 1741—1783)
- L.F.Celak. — Челаковский, Ладислав Франтишек (чеш. Ladislav František Čelakovský, 1864—1916)[4]
- L.Fuchs — Фукс, Леонарт (нем. Leonhart Fuchs, 1501—1566)[5]
- L.H.Bailey — Бейли, Либерти Хайд (англ. Liberty Hyde Bailey, 1858—1954)[6]
- L.H.Liu — Lin Han Liu, 1936—
- L.Henry — wikispecies:Louis Henry, 1853—1903
- L.K.A.Koch — Кох, Людвиг (нем. Ludwig Konrad Albert Koch, 1850—1938)
- L.K.Fu — en:Li-kuo Fu, 1934—
- L.Linden — Линден, Люсьен (фр. Lucien Linden, 1851—1940)
- L.Liu — Liang Liu, 1933—2001
- L.O.Williams — Уильямс, Луи Ото (англ. Louis Otho Williams, 1908—1991)
- L.S.Inocencio — Laís de Souza Inocencio, fl. 2016[7]
- L.W.Cayzer — Lindy W. Cayzer, fl. 1999
- La Llave — Льяве, Пабло де ла (исп. Pablo de La Llave, 1773—1833)
- Labill. — Лабилльярдиер, Жак-Жюльен де (фр. Jacques-Julien Houtou de La Billardière, 1755—1834)
- Labour. — J. Labouret, fl. 1853
- Lacaita — Лакайта, Чарльз Кармайкл (англ. Charles Carmichael Lacaita, 1853—1933)
- Lace — John Henry Lace, 1857—1918
- Lachen. — Werner de Lachenal, 1736—1800[8]
- Lack — Hans Walter Lack, 1949—
- Laest. — Лестадиус, Ларс Леви (швед. Lars Levi Læstadius, 1800—1861)
- Lag. — Лагаска и Сегура, Мариано (исп. Mariano Lagasca, 1776—1839)
- Lam. — Ламарк, Жан Батист (фр. Jean-Baptiste Pierre Antoine de Monet, Chevalier de Lamarck, 1744—1829)
- Lamb. — Ламберт, Эйлмер Бурк (англ. Aylmer Bourke Lambert, 1761—1842)
- Lamond — Jenifer M. Lamond, 1936—
- Lander — Ландер, Николас Шон (англ. Nicholas Sean Lander, 1948—)
- Laness. — Ланессан, Жан Мари Антуан де (фр. Jean Marie Antoine de Lanessan, 1843—1919)
- Lange — Ланге, Иоганн (дат. Johan Martin Christian Lange, 1818—1898)
- Langsd. — Лангсдорф, Григорий Иванович (нем. Georg Heinrich von Langsdorff, 1774—1852)
- Lanza — Ланца, Доменико (it:Domenico Lanza, 1868—1940)
- Lapeyr. — Лапейруз, Филипп Пико де (фр. Philippe Picot de Lapeyrouse, 1744—1818)
- Lapl. — Лапланш, Морис Кужар де (фр. Maurice Coujard de Laplanche, 1843—1904)
- Larrañaga — Ларраньяга, Дамасо Антонио (исп. Dámaso Antonio Larrañaga, 1771—1848)
- Lasch — Лаш, Вильгельм (нем. Wilhelm Gottfried Lasch, 1787—1863)
- Lauener — Lucien André (Andrew) Lauener, 1918—1991
- Laughlin — Kendall Laughlin, 1890—
- Lauterb. — Лаутербах, Карл (нем. Karl Adolf Georg Lauterbach, 1864—1937)
- Lauterborn — Лаутерборн, Роберт (нем. Robert Lauterborn, 1869—1952)
- Lavallée — Лавалле, Пьер Альфонс Мартен (фр. Pierre Alphonse Martin Lavallée, 1836—1884)[9]
- Lavrenko — Лавренко, Евгений Михайлович (1900—1987)
- Lawalrée — André Gilles Célestin Lawalrée, 1921—2005[10]
- Laxm. — Лаксман, Эрик (швед. Erich (Erik) G. Laxman, 1737—1796)
- Lazkov — G. A. Lazkov, fl. 1993
- Lazo — Waldo Lazo, fl. 1972
- Le Cointe — Лекуэнт, Поль (фр. Paul Le Cointe, 1870—??)
- Le Maout — Ле Мау, Эммануэль (фр. Emmanuel Le Maoût, 1799—1877)
- Le Monn. — Ле Моннье, Луи Гийом (fr:Louis Guillaume Le Monnier, 1717—1799)
- Leandri — Леандри, Жак Дезире (фр. Jacques Désiré Leandri, 1903—1982)
- Lecomte — Леконт, Поль Анри (фр. Paul Henri Lecomte, 1856—1934)
- Leconte — Леконт, Джон Иттон (англ. John Eatton Le Conte, 1784—1860)
- Ledeb. — Ледебур, Карл Христиан Фридрих фон (нем. Karl (Carl) Friedrich von Ledebour, 1785—1851)
- Leenh. — Pieter Willem Leenhouts, 1926—2004
- Leers — Лерс, Иоганн Даниель (нем. Johann Georg Daniel Leers, 1727—1774)
- Leeuwenb. — Леовенберг, Антониус Йозефус Мариа (нидерл. Anthonius Josephus Maria Leeuwenberg, 1930—2010)
- Lehm. — Леман, Иоганн Георг Христиан (нем. Johann Georg Christian Lehmann, 1792—1860)
- Leiberg — Лейберг, Джон Бернхард (англ. John Bernhard Leiberg, 1853—1913)
- Leichtlin — Maximilian Leichtlin, 1831—1910
- Lellinger — Леллингер, Дэвид Брюс (англ. David Bruce Lellinger, 1937—)
- Lem. — Лемер, Шарль Антуан (фр. Charles Antoine Lemaire, 1800—1871)
- Lemmon — Леммон, Джон Гилл (John Gill Lemmon, 1832—1908)
- Lemoine — Лемуан, Виктор (фр. Victor Lemoine, 1823—1911)
- Lenné — Ленне, Петер Йозеф (нем. Peter Joseph Lenné, 1789—1866)[11]
- León — Соже, Жозеф Сильвестр (фр. Joseph Sylvestre Sauget, 1871—1955)[12]
- Leonard — Леонард, Эмери Клэренс (лат. Emery Clarence Leonard, 1892—1968)
- Leonova — Леонова, Тамара Георгиевна (1930—)
- Lepech. — Лепёхин, Иван Иванович (1737—1802)
- Lepr. — Лепрье, Франсуа Матьяс Рене (фр. François Mathias René Leprieur, 1799—1870)
- Leresche — Лереш, Луи Франсуа Жюль Родольф (фр. Louis François Jules Rodolphe Leresche, 1808—1885)
- Les — Donald H. Les, 1954—
- Lesch. — Лешено де ла Тур, Жан Батист (фр. Jean Baptiste Leschenault de La Tour, 1773—1826)
- Less. — Лессинг, Кристиан Фридрих (нем. Christian Friedrich Lessing, 1809—1862)
- Lév. — Левейе, Жозеф-Анри (фр. Joseph-Henri Léveillé, 1796—1870)
- Levier — Левье, Эмилио (es:Emilio Levier, 1839—1911)[13]
- Levl. — Левейе, Огюстен Абель Эктор (фр. Augustin Abel Hector Léveillé, 1863—1918)[14]
- Lewin — en:Ralph A. Lewin, 1921—2008
- Lewis — Льюис, Мериуэзер (англ. Meriwether Lewis, 1774—1809)[15]
- Lex. — Лексарса, Хуан Хосе Мартинес де (исп. Juan José Martínez de Lexarza, 1785—1824)
- Leyb. — Ляйбольд, Фридрих (нем. Friedrich Leybold, 1827—1879)
- Leyss. — Лайссер, Фридрих Вильгельм фон (нем. Friedrich Wilhelm von Leysser, 1731—1815)
- Liais — Ляи, Эммануэль (фр. Emmanuel Liais, 1826—1900)
- Liebl — Леблейн, Франц (нем. Franz Kaspar Lieblein, 1744—1810)
- Lieth — Лит, Хельмут (нем. Helmut Lieth, 1925—)
- Lilj. — Лильеблад, Самуэль (швед. Samuel Liljeblad, 1761—1815)
- Lilja — Лилья, Нильс (швед. Nils Lilja, 1808—1870)
- Lincz. — Линчевский, Игорь Александрович (1908—1997)
- Lindblom — Линдблум, Алексис Эдвард (швед. Alexis Edvard Lindblom, 1807—1853)
- Linden — Линден, Жан Жюль (фр. Jean Jules Linden, 1817—1898)
- Lindl. — Линдли, Джон (англ. John Lindley, 1799—1865)[16]
- Lindm. — Линдман, Карл Аксель Магнус (швед. Carl Axel Magnus Lindman, 1856—1928)
- Link — Линк, Иоганн Генрих Фридрих (нем. Heinrich Friedrich Link, 1767—1851)
- Liou — Лю Шэньэ (кит. 刘慎谔, Liú Shèn'è, Liu Shen-O, Lau San-Ngok, 1898—1975)
- Lippmaa — Липпмаа, Теодор (эст. Teodor Lippmaa, 1892–1943)
- Lipsch. — Липшиц, Сергей Юльевич (1905—1983)
- Lipsky — Липский, Владимир Ипполитович (1863—1937)
- Lisowski — Stanisław Lisowski, 1924—2002
- Litard. — Литардьер, Рене Веррье де (фр. René Verriet de Litardière, 1888—1957)
- Little — Литтл, Элберт Лютер (англ. Elber Luther Little, 1907—2004)
- Litv. — Литвинов, Дмитрий Иванович (1854—1929)
- Lj.N.Vassiljeva — Васильева, Любовь Николаевна (1901—)
- Llanos — Льянос, Антонио (англ. Antonio Llanos, 1806—1881)
- Llave — Льяве, Пабло де ла (исп. Pablo de La Llave, 1773—1833)
- Lobel — Л’Обель, Маттиас де (Mathias de l’Obel, 1538—1616)[5]
- Locq. — Локен, Марсель (фр. Marcel Locquin, 1924—2009)
- Lodd. — Лоддиджз, Конрад (англ. Conrad Loddiges, 1738—1826)
- Lodge — Deborah Jean Lodge, fl. 1988
- Loefl. — Лёфлинг, Пер (швед. Pehr Löfling, 1729—1756)
- Loes. — Лузенер, Людвиг Эдуард Теодор (нем. Ludwig Eduard Theodor Loesener, 1865—1941)
- Loisel. — Луазелер-Делонгшамп, Жан Луи Огюст (фр. Jean Louis Auguste Loiseleur-Deslongchamps, 1774—1849)[17]
- Lojac. — Лояконо Поеро, Микеле (итал. Michele Lojacono Pojero, 1853—1919)
- Lomakin — Ломакин, Александр Александрович (1863—1930)[18]
- Lönnrot — Лённрот, Элиас (фин. Elias Lönnrot, 1802—1884)
- Loock — E. E. M. Loock, 1905—1973
- Looser — Лоозер Шаллемберг, Вальтер (исп. Gualterio Looser, 1898—1982)
- Lorent — Лорент, Якоб Август (нем. Jakob August Lorent, 1813—1884)
- Lorentz — Лоренц, Пауль Гюнтер (исп. Pablo G. Lorentz, 1835—1881)
- Losinsk. — Лозина-Лозинская, Агния Сергеевна (1903—1958)
- Loscos — Лоскос Берналь, Франсиско (исп. Francisco Loscos Bernal, 1823—1886)
- Lothian — Thomas Robert Noel Lothian, 1915—2004
- Lotsy — Лотси, Ян Паулус (es:Johannes Paulus Lotsy, 1867—1931)
- Loudon — Лоудон, Джон Клавдий (англ. John Claudius Loudon, 1783—1843)[19]
- Louis — Jean Laurent Prosper Louis, 1903—1947
- Louis-Marie — Lalonde (Père) Louis-Marie, 1896—1978
- Lour. — Лорейру, Жуан ди (порт. João de Loureiro, 1717—1791)
- Lourenço — Ricardo de Azevedo Lourenço
- Lourteig — Луртег, Алисия (исп. Alicia Lourteig, 1913—2003)
- Lowe — Лоу, Ричард Томас (англ. Richard Thomas Lowe, 1802—1874)
- Lucksom — S. Z. Lucksom, fl. 1992
- Ludw. — Людвиг, Кристиан Готтлиб (нем. Christian Gottlieb Ludwig, 1709—1773)
- Luer — Луэр, Карлайл (англ. Carlyle August Luer, 1922—)
- Luerss. — Люрсен, Христиан (нем. Christian Luerssen, 1843—1916)
- Luetzelb. — Philipp von Luetzelburg, 1880—1948
- Luferov — Луферов, Александр Николаевич (упом. 1989)
- Lukman. — Athanase de Lukmanoff, fl. 1889
- Lundell — Ланделл, Сайрус Лонгуорт (англ. Cyrus Longworth Lundell, 1907—1994)
- Lunghini — Dario L. Lunghini, 1946—
- Lütken — Люткен, Христиан Фредерик (дат. Christian Frederik Lütken, 1827—1901)

### Комментарии
1. ↑  Вариант записи сокращения: L'Her.
2. ↑  В советское время применяли сокращение Bolus, которое теперь указывает на учёного Harry Bolus, 1834—1911
3. ↑  Вариант сокращения: L.D.Gomez
4. ↑  Другой вариант написания L.F.Čelak.
5. 1 2  Долиннеевский ботаник. Названия, опубликованные им до 1 мая 1753 года, не считаются действительно опубликованными с точки зрения Международного кодекса ботанической номенклатуры, в связи с чем в современной научной литературе это обозначение практически не встречается.
6. ↑  Ранее, вместо L.H.Bailey, использовалось сокращение Bailey, которое теперь указывает на учёного Jacob Whitman Bailey (1811—1857)
7. ↑  Не путать с Кристиной Иносенсио[исп.] (исп. Cristina Inocencio), имеющей сокращение "Inocencio"
8. ↑  Вариант сокращения: Lach.
9. ↑  Вариант обозначения: Lavallee
10. ↑  Вариант обозначения: Lawalree
11. ↑  Вариант записи обозначения: Lenne
12. ↑  Вариант записи обозначения: Leon
13. ↑  Устаревшее обозначение автора: Lev.
14. ↑  Основной вариант сокращения — H.Lév., встречаются также варианты обозначения H.Lev., H.Léveillé
15. ↑  В советское время сокращение Lewis использовалось для обозначения другого учёного — Gwendoline Joyce Lewis, 1909—1967
16. ↑  Другое, вероятно устаревшее, обозначение: Lindley
17. ↑  Другой вариант сокращения: Lois.
18. ↑  Другой вариант сокращения: Lomak.
19. ↑  Вариант сокращения: Loud.